# エステル・ファンベルケル
エステル・ファンベルケル（Esther van Berkel、女性、1990年8月31日 - ）は、オランダの元バレーボール選手。元オランダ代表。

## 来歴
ファンベルケルは2007年、VC Weert入団し、プロとしてのキャリアをスタートさせる。国内リーグでは2011-12、2012-13シーズンにおいて優勝を果たした。
2013年、オランダ代表に初選出される。ベルギーとの親善試合で代表デビューを果たす。2014年、ワールドグランプリに出場した。

## 球歴
- ワールドグランプリ - 2014年

## 所属クラブ
- VC Weert（2007-2008年）
- VC Nesselande（2008-2010年）
- Sliedrecht Sport（2010-2014年）
- Saint-Cloud Paris Stade français（2014-2015年）
- VC Wiesbaden（2015-2018年）
- Sliedrecht Sport（2018-2020年）